# Transaer Cologne
Transaer Cologne war eine deutsche virtuelle Fluggesellschaft mit Sitz in Köln und ein Tochterunternehmen der irischen Transaer International Airlines.

## Geschichte
Die Gründung der Transaer Cologne erfolgte 1998 als Tochtergesellschaft der irischen Transaer. Fast ausschließlich den Flughafen Köln/Bonn bedienend, wurde der Betrieb im März 1999 mit einem Airbus A320-200 aufgenommen und so flog man im Auftrag diverser Reiseveranstalter IT-Charterdienste; unter anderem zählten neben kleineren Veranstaltern auch Unternehmen wie Schauinsland-Reisen, Alltours und die heutige Thomas Cook Group zu den Kunden der Transaer Cologne. Darüber hinaus transportierte man ab 2. Juli 1999 auch Beamte der Bundesregierung zwischen Köln und Berlin, wenngleich eine sich ändernde Marktsituation dazu führte, dass das Unternehmen seinen Betrieb am 8. April 2000 nach Durchführung des letzten Fluges von Palma nach Köln einstellen musste. Auch die irische Muttergesellschaft Transaer stellte ihren Betrieb am 20. Oktober desselben Jahres ein und wurde anschließend liquidiert.

## Flugziele
Von Köln/Bonn aus flog Transaer Cologne vornehmlich zu Urlaubszielen in den Mittelmeerraum und auf die Kanarischen Inseln.

## Flotte
Die Transaer Cologne betrieb zeit ihres Bestehens die nachfolgenden Maschinen:
| Flugzeugtyp     | Luftfahrzeugkennzeichen | Indienststellung | Außerdienststellung | Anmerkung                                                  |
| --------------- | ----------------------- | ---------------- | ------------------- | ---------------------------------------------------------- |
| Airbus A320-200 | EI-TLH                  | März 2000        | April 2000          | Leitwerk in den Farben der Cubana, ohne Cologne-Schriftzug |
| Airbus A320-200 | EI-TLP                  | November 1999    | März 2000           |                                                            |
| Airbus A320-200 | EI-TLR                  | März 1999        | April 1999          |                                                            |
| Airbus A320-200 | EI-TLS                  | April 1999       | Oktober 1999        |                                                            |
| Airbus A320-200 | EI-TLT                  | Oktober 1999     | November 1999       | Außerdienststellung auch Dezember 1999 möglich             |